# Werner Doyé
Werner Gernot Doyé (* 15. März 1942 in Hellenthal in der Eifel; † 26. Juli 2019) war ein deutscher Fernsehjournalist, Filmemacher und Redakteur.

## Leben und Wirken
Werner Doyé studierte an der Freien Universität Berlin Publizistik, Politologie und Geschichte und arbeitete ab 1968 für das Landesstudio Berlin des ZDF. Ab 1970 war er dort für die Berichterstattung aus West-Berlin zuständig. 1978 wechselte Doyé in die Hauptredaktion Innenpolitik des ZDF nach Mainz, moderierte und leitete fortan das Fernsehmagazin Länderspiegel bis 1988 und entwickelte die Sendereihen „Notizen einer Reise“ und „Briefe aus der Provinz“. Anschließend leitete er das ZDF-Landesstudio Hamburg und wurde Chefreporter der ZDF-Hauptredaktion Innenpolitik. Im Jahr 2000 trat er in den Ruhestand.
Werner Doyé starb am 26. Juli 2019 im Alter von 77 Jahren.

## Sonstiges
Werner Doyés Sohn Werner Martin Doyé ist ebenfalls als Fernsehjournalist und Satire-Autor beim ZDF tätig und u. a. bekannt für die Satirebeiträge Toll! im Fernsehmagazin Frontal und im Satirischen Jahresrückblick.